# Torxé
Torxé – miejscowość i gmina we Francji, w regionie Nowa Akwitania, w departamencie Charente-Maritime.
Według danych na rok 1990 gminę zamieszkiwały 202 osoby, a gęstość zaludnienia wynosiła 18 osób/km² (wśród 1467 gmin regionu Poitou-Charentes Torxé plasuje się na 795. miejscu pod względem liczby ludności, natomiast pod względem powierzchni na miejscu 767.).